# Forhend

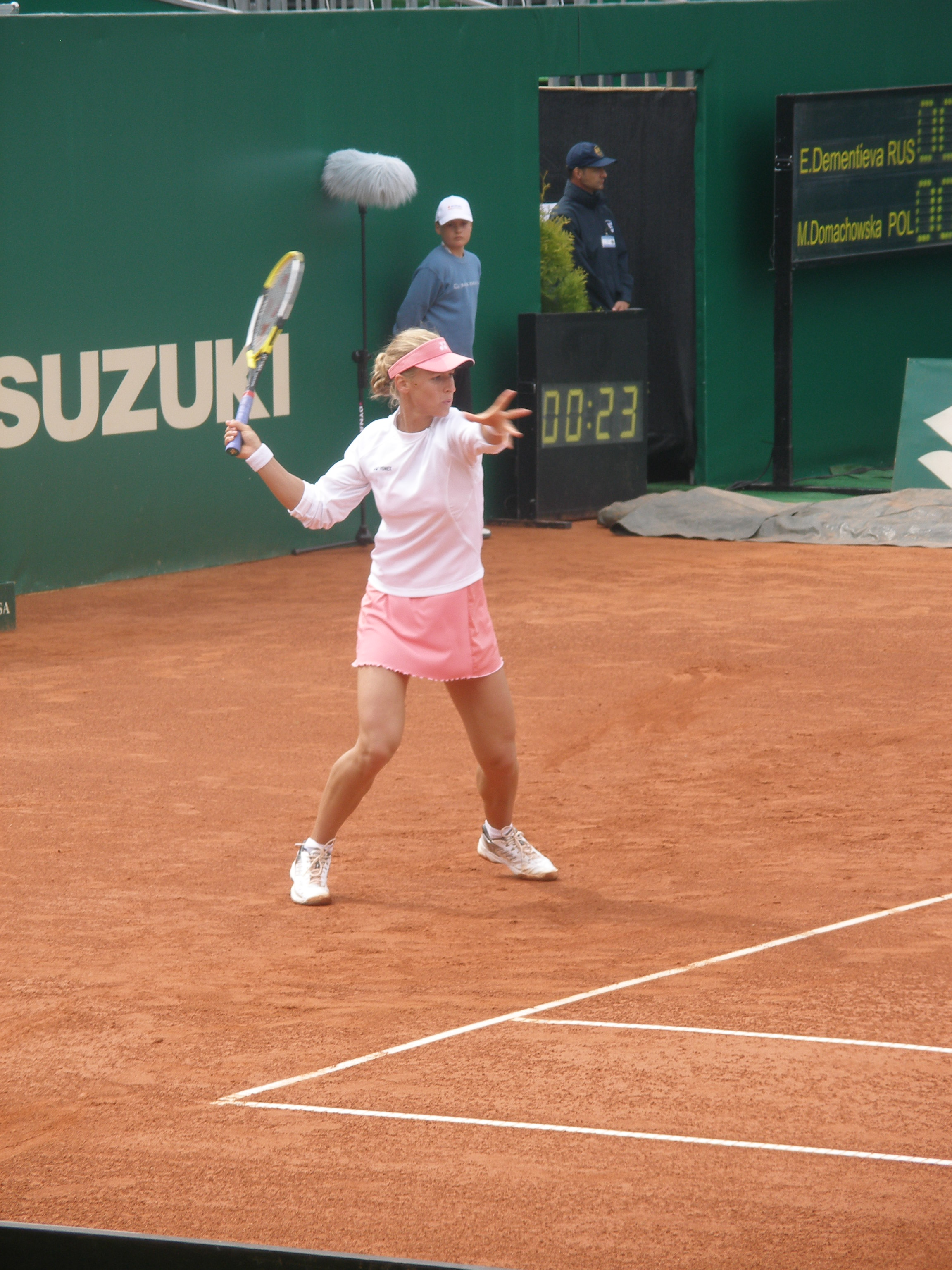
Jelena Diemientjewa wykonująca forhend

Forhend (od ang. forehand, dłoń [ręki]) – w tenisie ziemnym, tenisie stołowym, badmintonie i speed-ballu uderzenie z prawej strony wewnętrzną stroną rakiety lub rakietki trzymanej w prawej ręce lub uderzenie z lewej strony rakietą trzymaną w lewej ręce. W hokeju nazwą tą określa się uderzenie kijem z prawej strony.

## Forhend w tenisie
W tenisie forhend najczęściej wykonywany jest jedną ręką, lecz można wykonywać też forhend oburęczny. Do tenisistek stosujących taką wersję uderzenia należą Marion Bartoli i Aiko Nakamura (obie te zawodniczki także bekhend grają oburęcznie). Natomiast forhend topspinowy wykonywany lewą ręką to charakterystyczne i najskuteczniejsze zagranie Rafaela Nadala.
Przy wykonywaniu podręcznikowego forhendu zawodnik praworęczny powinien być ustawiony bocznie z lewą nogą z przodu. Przed wykonaniem uderzenia ciężar ciała powinien spoczywać na prawej nodze, co zmienia się wraz z wykonaniem forhendu. Przed odbiciem tułów ustawiony jest bokiem – nastąpił skręt. Po wykonaniu uderzenia rakieta powinna być poprowadzona za plecy. Zawodnik leworęczny powinien wykonać forhend w zwierciadlanym odbiciu.